# Dusty Hill
Joe Michael "Dusty" Hill (Dallas, Texas, 1949. május 19. – Houston, Texas, 2021. július 27.) amerikai zenész, a ZZ Top rockegyüttes basszusgitárosa volt. Emellett énekelt is, valamint billentyűs hangszereken is játszott. 
1969-ben a brit Zombies hatalmas sikert aratott, annak ellenére, hogy két évvel korábban feloszlottak. A váratlan igény kielégítésére az egyik promóter megtette az egyetlen értelmes dolgot: felbérelt négy texasi srácot, hogy turnézzanak Amerikában, úgy, mintha egy megszűnt brit psych-rock banda lenne. A zenekar tagja volt Dusty Hill és Frank Beard
2004-ben a ZZ Top tagjaként bekerült a Rock and Roll Hírességek Csarnokába. Hill több mint 50 évig játszott a bandával; halála után Hill kívánságának megfelelően a banda technikusa, Elwood Francis lett az utódja.